# Sanmatinga FC
Sanmatinga FC de Kaya is een Burkinese voetbalclub uit de stad Kaya. Sanmatinga FC komt uit in de Première Division, de hoogste voetbaldivisie van Burkina Faso.